# Platycalymma latipennis
Platycalymma latipennis är en bönsyrseart som beskrevs av John Obadiah Westwood 1889. Platycalymma latipennis ingår i släktet Platycalymma och familjen Iridopterygidae. Inga underarter finns listade i Catalogue of Life.